# La Première Femme sur la Lune
La Première Femme sur la Lune (Kill the Moon) est le septième épisode de la huitième saison de la deuxième série de la série télévisée britannique de science-fiction Doctor Who, diffusé sur BBC One le 4 octobre 2014.

## Accroche
Le Docteur et Clara se retrouvent à bord d'une mission suicide à destination de la Lune.

## Résumé
Clara Oswald essaie de faire comprendre au Docteur que depuis que son élève, Courtney, a voyagé dans le TARDIS (dans l'épisode The Caretaker), elle est insupportable. Il les emmène alors dans un voyage impromptu vers la Lune. Ils arrivent dans une navette spatiale en 2049 où se trouvent des armes nucléaires. Après que la navette a aluni en catastrophe, le Docteur remarque vite que la gravité est trop forte sur le satellite. L'équipage de la navette, le capitaine Lundvik et ses coéquipiers, leur explique qu'ils sont sur une mission-suicide pour faire exploser la Lune, décidée après que l'augmentation de la masse de la Lune a perturbé les marées sur Terre, tuant plusieurs milliers d'humains et détruisant plusieurs satellites artificiels ; qui plus est une colonie mexicaine sur la Lune a coupé tout contact avec la Terre. Clara s'interroge sur les répercussions d'une telle mission et attend des explications du Docteur, car elle a vu le futur de la Terre où la Lune est toujours présente, mais le Docteur explique qu'il s'agit d'un point fixe dans le temps et qu'il ne sait pas ce qu'il va se passer.
Le groupe découvre la colonie mexicaine vide et recouverte de toiles d'araignée. L'un des membres de l'équipage, chargé d'installer les charges nucléaires, est attaqué alors qu'il repère une faille dans la surface. Le Docteur trouve des relevés sismographiques montrant une forte activité souterraine et une augmentation de la masse de la Lune. Soudain, une créature arachnoïde surgit et tue l'autre équipier de Lundvik avant d'être tuée par Courtney qui l'asperge de désinfectant. Le Docteur se rend compte que les créatures sont en fait des germes géantes et part inspecter une des failles après avoir renvoyé Courtney dans le TARDIS par sécurité. Quand il trouve du liquide amniotique dans l'une d'elles, il saute dedans pour l'explorer.
Les failles s'élargissent et la navette tombe dans l'une d'elles, forçant Lundvik et Clara à rester dans la colonie. Lundvik est décidée à activer les bombes alors que Clara préfère attendre le retour du Docteur. Le Docteur revient avec le TARDIS et révèle ses découvertes : la Lune est un œuf pondu 100 millions d'années auparavant et la créature qu'il cache va éclore ; les créatures ne sont que des microbes vivant dans la coquille. Craignant pour l'humanité, Lundvik veut faire exploser les bombes dès que possible et tuer la bête mais Clara refuse. À la surprise de tous, le Docteur annonce ne rien décider, estimant que la Terre n'est pas sa planète et part dans le TARDIS, laissant Courtney également sur la Lune.
Clara, Courtney et Lundvik ne parviennent pas à se décider et utilisent les communications satellites pour joindre la Terre. L'humanité doit faire son choix, et annoncer ce dernier en éteignant ou allumant les lumières du domicile de chacun : tuer la créature avant l'éclosion ou prendre le risque de la voir détruire l'humanité. Pendant le décompte, Clara voit toutes les lumières de la Terre s'éteindre mais au dernier moment, elle empêche l'explosion. Le Docteur surgit alors, emmène les trois femmes avec lui pour rejoindre la surface de la Terre alors que la Lune s'effondre.
Sur Terre, depuis une plage, le Docteur, Clara, Lundvik et Courtney assistent à la naissance de la créature qui prend son envol. Le Docteur raconte alors qu'à ce moment précis, en voyant la Lune disparaître pour donner naissance à un nouvel être, l'humanité a recommencé à voir plus loin que sa propre planète et a repris les démarches pour voyager vers les étoiles et s'étendre dans l'univers, et Lundvik jouera un rôle crucial dans cette conquête. En partant, la créature pond une nouvelle Lune dans l'orbite terrestre.
Le Docteur ramène Clara et Courtney chez elles, mais Clara exige des explications quant à la décision de ne pas intervenir dans le choix de sauver la Lune, car selon elle, la Terre est devenue la planète du Docteur autant que la sienne et il aurait donc dû être concerné. Celui-ci lui explique que dans certaines circonstances exceptionnelles, l'humanité seule doit choisir son propre destin, et qu'aujourd'hui, l'humanité a choisi. Clara lui révèle alors qu'elle a ignoré le choix de l'humanité et lui demande ce qu'il croit avoir donné comme exemple à Courtney : celui-ci lui dit que l'adolescente deviendra la présidente des États-Unis (en 2049, la présidente mentionnée par Lundvik est donc en réalité la future Courtney) mais le détachement et l'indifférence du Docteur mettent Clara très en colère, et celle-ci lui annonce refuser de continuer de voyager avec lui tant qu'il se comportera de façon si froide. Elle lui ordonne de partir et de ne jamais revenir, puis quitte le TARDIS les larmes aux yeux.
L'épisode se termine avec Clara et Danny discutant à ce propos, Danny conseille à Clara d'attendre que sa colère retombe, car lui-même avait quitté l'armée en proie à une émotion semblable.

## Distribution
- Peter Capaldi : Douzième Docteur
- Jenna Coleman : Clara Oswald
- Samuel Anderson : Danny Pink
- Hermione Norris : Lundvik
- Ellis George : Courtney Woods
- Tony Osoba : Duke
- Phil Nice : Henry
- Christopher Dane : McKean

### Version française
- Version française - Dubbing Brothers
- Adaptation - François Dubuc
- Direction artistique - David Macaluso
- Chargée de production - Jennifer Harvey
- Mixage - Marc Lacroix

Avec les voix de
- Esther Aflalo - Courtney
- Stéphane Excoffier - Lundvik
- Michel le Maire de Warzée d'Hermalle - Duke
- Frédéric Nyssen - Danny
- Marielle Ostrowski - Clara
- Philippe Résimont - le Docteur

## Continuité
- Le Docteur utilise un yo-yo pour tester la gravité de la Lune à l'intérieur de la navette. Le quatrième Docteur a utilisé la même méthode pour tester la gravité dans la station spatiale Nerva dans The Ark in Space. Selon le producteur exécutif Brian Minchin, Peter Capaldi avait demandé un yo-yo semblable à celui utilisé par Tom Baker.
- Le Docteur dit à Clara que « votre Terre n'est pas la mienne », faisant écho à la même remarque du 4e Docteur dans Pyramids of Mars : « La Terre n'est pas ma maison, Sarah. Je suis un Seigneur du Temps. Je marche dans l'éternité. »
- On apprend que Courtney utilise un papier psychique pour acheter de la bière. De plus, celle-ci va fréquenter un certain « Blinovitch », le découvreur des effets des voyages dans le temps.
- Dans La chute de Pompéi, le dixième Docteur dit que, comme un Seigneur du Temps, il peut voir les points changeables et fixes du temps (comme la destruction de Pompei). Le douzième Docteur dit la même chose ici, mais il y a aussi des « zones grises » dans le temps, souligne-t-il, dont il ne peut voir le résultat.
- Il est fait référence au fait que le TARDIS se soit retrouvé de l'autre côté de la planète (Destruction mutuelle assurée») ; que le Docteur n'ait jamais tué Hitler (Allons tuer Hitler) ; et qu'un programme sur un DVD puisse ramener le TARDIS près du Docteur (Les Anges pleureurs), et il prévient Courtney de rester accrochée à la console pour que le TARDIS ne se dématérialise pas sans elle comme dans les Anges pleureurs.
- Le Docteur utilise l'une des phrases récurrente du 2e Docteur : « Lorsque je dirai « courez », courez ».

## Production

### Tournage
Les scènes situé en extérieur sur la lune furent filmées sur l'île de Lanzarote.

## Lien
- (en) Kill the Moon sur l’Internet Movie Database